# Кацукава Сюнсё
Кацукава Сюнсё (яп. 勝川 春章 Кацукава Сюнсё:, 1726—1793) — японский художник XVIII века, мастер укиё-э. Художественные псевдонимы: Кёкуросэй, Юдзи, Ририн, Рокурокуан, Дзюгасэй.
Сюнсё был потомком самураев. Он жил и работал в Эдо (современный Токио). 
Изначально Сюнсё учился искусству живописи у таких мастеров как Сюнсуй Миягава и Ко Сюкоку, а потом увлекся ксилографией. Театральной теме он посвятил свою жизнь. Сюнсё тесно сотрудничал с художником Бунтё Иппицусай, что повлияло на формирование его стиля. Потом по примеру своего друг он начал уделять внимание реалистичности театральных портретов.
Основатель реалистической школы Кацукава. Он писал портреты актеров театра кабуки, куртизанок, борцов сумо, воинов и др.
Одним из его учеников был Кацусика Хокусай.

## Галерея

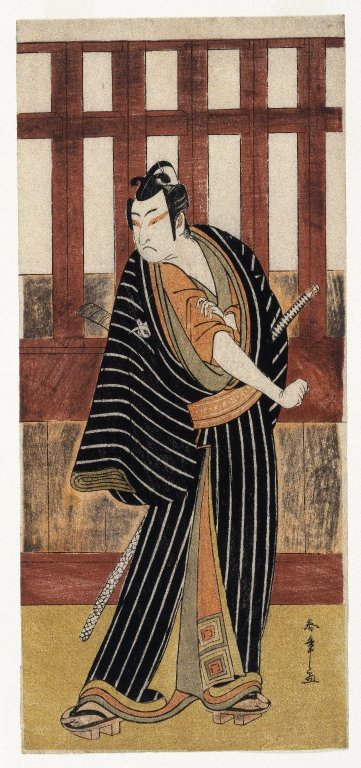
Актёр Итикава Монносукэ II
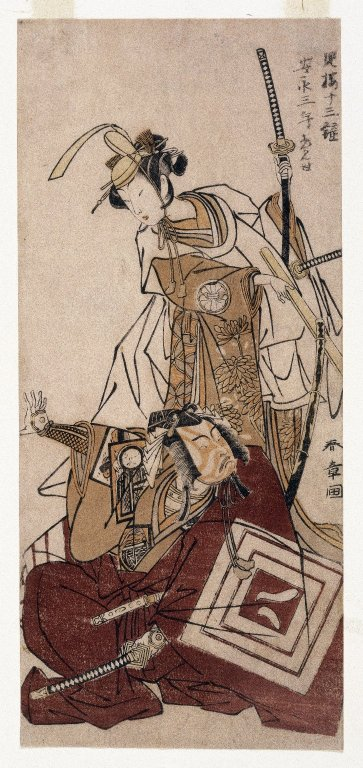
Актёры Итикава Яодзо II и Сэгава Кикунодзё III
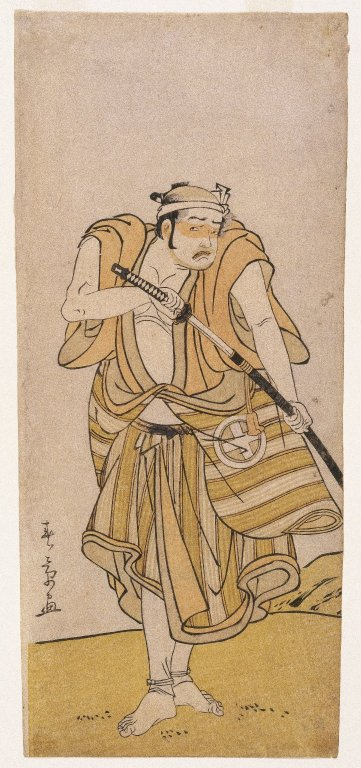
Актёр театра кабуки
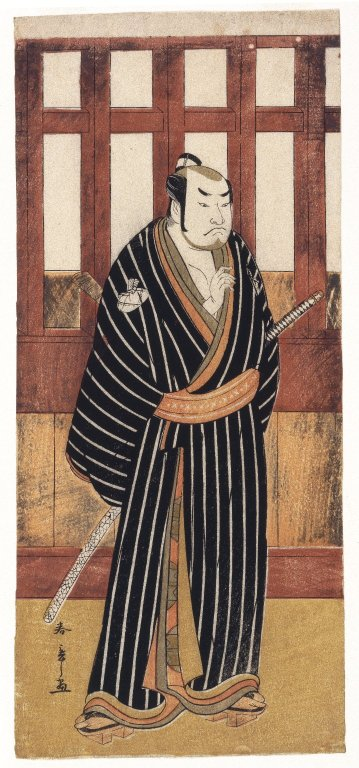
Актёр Саката Хангоро II